# Phaonia pilosipennis
Phaonia pilosipennis este o specie de muște din genul Phaonia, familia Muscidae, descrisă de Xue, Zhang și Zhu în anul 2006. Conform Catalogue of Life specia Phaonia pilosipennis nu are subspecii cunoscute.